# Larissa França
Larissa França (Cachoeiro de Itapemirim, 14 aprile 1982) è una giocatrice di beach volley brasiliana.

## Biografia
Ha debuttato nel circuito professionistico internazionale il 17 settembre 2002 a Vitória, in Brasile, in coppia con Leninha Aguiar piazzandosi in 17ª posizione. Il 10 luglio 2004 ha ottenuto la sua prima vittoria in una tappa del World tour a Palma di Maiorca, in Spagna, insieme a Juliana Felisberta. Nel massimo circuito FIVB ha trionfato per 45 volte con due partner differenti e per sette volte ha concluso la classifica finale in prima posizione.
Ha preso parte a due edizioni dei Giochi olimpici: a Pechino 2008 dove si è classificata al quinto posto, ma non insieme alla sua storica compagna Juliana, quest'ultima infatti aveva dovuto saltare l'appuntamento olimpico a causa di un infortunio al ginocchio ed era stata sostituita dalla connazionale Ana Paula Connelly; quattro anni più tardi, a Londra 2012 insieme a Juliana Felisberta, ha conquistato la medaglia di bronzo.
Ai campionati mondiali ha ottenuto quattro medaglie: una d'oro a Roma 2011, due d'argento a Berlino 2005 ed a Stavanger 2009 ed una di bronzo a Gstaad 2007, tutte in coppia con Juliana.
Ha vinto inoltre due medaglie d'oro ai Giochi panamericani di Rio de Janeiro 2007 e di Guadalajara 2011, sempre insieme a Juliana, ed una di bronzo a Santo Domingo 2003 con Ana Maria Richa.

## Palmarès

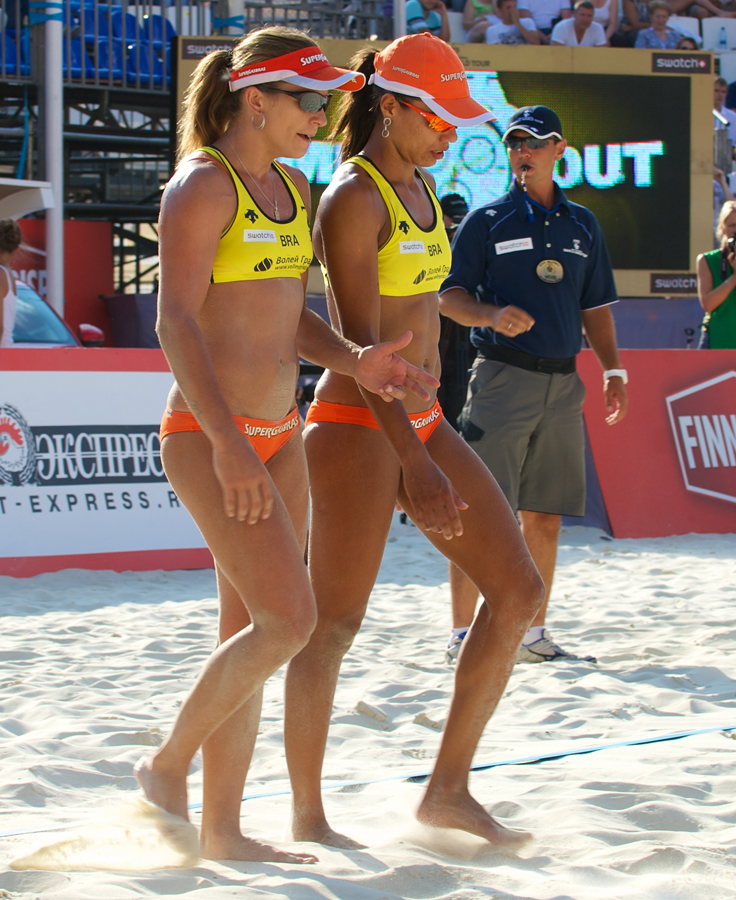
Larissa (s) e Juliana Felisberta, 2011

### Giochi olimpici
- 1 bronzo: a Londra 2012

### Campionati mondiali
- 1 oro: a Roma 2011
- 2 argenti: a Berlino 2005 ed a Stavanger 2009
- 1 bronzo: a Gstaad 2007

### Giochi panamericani
- 2 ori: a Rio de Janeiro 2007 ed a Guadalajara 2011

- 1 bronzo: a Santo Domingo 2003

### World tour
- Vincitrice per 7 volte della classifica generale, nel 2005, nel 2006, nel 2007, nel 2009, nel 2010, nel 2011 e nel 2012
- 85 podi: 52 primi posti, 18 secondi posti e 15 terzi posti

#### World tour - vittorie
| Data              | Località                 | Nazione       | in coppia con      |
| ----------------- | ------------------------ | ------------- | ------------------ |
| 10 luglio 2004    | Palma di Maiorca         | Spagna        | Juliana Felisberta |
| 21 maggio 2005    | Shanghai                 | Cina          | Juliana Felisberta |
| 12 giugno 2005    | Milano                   | Italia        | Juliana Felisberta |
| 18 giugno 2005    | Gstaad                   | Svizzera      | Juliana Felisberta |
| 9 luglio 2005     | San Pietroburgo          | Russia        | Juliana Felisberta |
| 28 agosto 2005    | Montréal                 | Canada        | Juliana Felisberta |
| 30 ottobre 2005   | Acapulco                 | Messico       | Juliana Felisberta |
| 14 maggio 2006    | Modena                   | Italia        | Juliana Felisberta |
| 1º luglio 2006    | Stavanger                | Norvegia      | Juliana Felisberta |
| 8 luglio 2006     | Marsiglia                | Francia       | Juliana Felisberta |
| 22 luglio 2006    | San Pietroburgo          | Russia        | Juliana Felisberta |
| 29 luglio 2006    | Parigi                   | Francia       | Juliana Felisberta |
| 17 settembre 2006 | Porto Santo              | Portogallo    | Juliana Felisberta |
| 30 settembre 2006 | Vitória                  | Brasile       | Juliana Felisberta |
| 10 giugno 2007    | Varsavia                 | Polonia       | Juliana Felisberta |
| 16 giugno 2007    | Espinho                  | Portogallo    | Juliana Felisberta |
| 11 agosto 2007    | Kristiansand             | Norvegia      | Juliana Felisberta |
| 18 agosto 2007    | Isole Åland              | Finlandia     | Juliana Felisberta |
| 1º settembre 2007 | San Pietroburgo          | Russia        | Juliana Felisberta |
| 30 marzo 2008     | Adelaide                 | Australia     | Juliana Felisberta |
| 25 maggio 2008    | Osaka                    | Giappone      | Juliana Felisberta |
| 20 settembre 2008 | Guarujá                  | Brasile       | Vivian Cunha       |
| 25 aprile 2009    | Brasilia                 | Brasile       | Juliana Felisberta |
| 24 maggio 2009    | Osaka                    | Giappone      | Juliana Felisberta |
| 18 luglio 2009    | Mosca                    | Russia        | Juliana Felisberta |
| 1º agosto 2009    | Klagenfurt am Wörthersee | Austria       | Juliana Felisberta |
| 8 agosto 2009     | Stare Jabłonki           | Polonia       | Juliana Felisberta |
| 22 agosto 2009    | Isole Åland              | Finlandia     | Juliana Felisberta |
| 29 agosto 2009    | L'Aia                    | Paesi Bassi   | Juliana Felisberta |
| 13 settembre 2009 | Barcellona               | Spagna        | Juliana Felisberta |
| 24 aprile 2010    | Brasilia                 | Brasile       | Juliana Felisberta |
| 30 maggio 2010    | Seul                     | Corea del Sud | Juliana Felisberta |
| 3 luglio 2010     | Stavanger                | Norvegia      | Juliana Felisberta |
| 10 luglio 2010    | Gstaad                   | Svizzera      | Juliana Felisberta |
| 31 luglio 2010    | Klagenfurt am Wörthersee | Austria       | Juliana Felisberta |
| 7 agosto 2010     | Stare Jabłonki           | Polonia       | Juliana Felisberta |
| 14 agosto 2010    | Kristiansand             | Norvegia      | Juliana Felisberta |
| 22 aprile 2011    | Brasilia                 | Brasile       | Juliana Felisberta |
| 1º maggio 2011    | Sanya                    | Cina          | Juliana Felisberta |
| 9 luglio 2011     | Gstaad                   | Svizzera      | Juliana Felisberta |
| 30 luglio 2011    | Stare Jabłonki           | Polonia       | Juliana Felisberta |
| 28 agosto 2011    | L'Aia                    | Paesi Bassi   | Juliana Felisberta |
| 12 maggio 2012    | Pechino                  | Cina          | Juliana Felisberta |
| 15 luglio 2012    | Berlino                  | Germania      | Juliana Felisberta |
| 18 agosto 2012    | Stare Jabłonki           | Polonia       | Juliana Felisberta |
| 2 agosto 2014     | Klagenfurt am Wörthersee | Austria       | Talita Antunes     |
| 23 agosto 2014    | Stare Jabłonki           | Polonia       | Talita Antunes     |
| 28 settembre 2014 | San Paolo                | Brasile       | Talita Antunes     |
| 1º novembre 2014  | Paraná                   | Argentina     | Talita Antunes     |
| 31 maggio 2015    | Mosca                    | Russia        | Talita Antunes     |
| 5 giugno 2015     | Parenzo                  | Croazia       | Talita Antunes     |

#### World tour - trofei individuali
- 1 volta migliore giocatrice (MOP): nel 2006
- 2 volte migliore giocatrice in difesa: nel 2009 e nel 2012
- 2 volte migliore schiacciatrice: nel 2008 e nel 2010
- 7 volte migliore alzatrice: nel 2006, nel 2007, nel 2008, nel 2009, nel 2010, nel 2011 e nel 2012